# Селиба (Гомельская область)
Селиба (бел. Сяліба) — деревня в Щедринском сельсовете Жлобинского района Гомельской области Белоруссии.

## География
В 42 км на запад от Жлобина, 19 км от железнодорожной станции Красный Берег (на линии Бобруйск — Гомель), 134 км от Гомеля.
На западе мелиоративный канал.

## История
Основана в начале XX века переселенцами из соседних деревень. В 1925 году застенок Пекаличская Селиба. В 1931 году жители вступили в колхоз. Во время Великой Отечественной войны 13 жителей погибли на фронте. В 1966 году к деревне присоединена соседняя деревня Печки. В составе колхоза имени К. Я. Ворошилова (центр — деревня Щедрин).

## Население

### Численность
- 2004 год — 8 хозяйств, 13 жителей.
- 2009 год - 5 жителей .

### Динамика
- 1925 год — 20 дворов.
- 1959 год — 159 жителей (согласно переписи).
- 2004 год — 8 хозяйств, 13 жителей.
- 2009 год - 5 жителей .

## Транспортная сеть
Транспортные связи по просёлочной, а затем автомобильной дороге Бобруйск — Гомель. Планировка состоит из короткой прямолинейной улицы, ориентированной с юго-востока на северо-запад, к которой на юге присоединяется короткая улица. Застройка деревянная, усадебного типа.